# Dagny Carlsson (bloggare)
Dagny Valborg Carlsson, född Ericsson den 8 maj 1912 i Heliga Trefaldighets församling i Kristianstad, död 24 mars 2022 i Råsunda distrikt, Solna, var en svensk bloggare, ofta även omnämnd som världens äldsta bloggare, liksom Sveriges äldsta influerare. Hon deltog i ett flertal medietillställningar där hon uppmärksammades för sin höga ålder. Innan hon började att åtnjuta medial uppmärksamhet var hon verksam som sömmerska och tjänsteman på statlig myndighet. Carlsson tilldelades utmärkelserna årets senior av tidningen Senioren 2015 och guldambassadör i Kristianstad 2019.

## Biografi

### Uppväxt
Dagny Carlsson var dotter till järnhandlanden Wiktor Ericsson (1885–1929) och Sigrid, född Hansson (1889–1969). Hon växte upp i Kristianstad tillsammans med syskonen Zerny (1913–1920), Majken (1919–2013), Evert (1921–1991) och Ingegärd (1923-2022).

### Yrkeskarriär
Carlsson började i unga år arbeta som sömmerska på en skjortfabrik i Kristianstad. Vidare flyttade hon senare till Örebro. Hon kom så småningom att studera på ett textilinstitut i Norrköping. Därefter var hon arbetsledare på korsettfabriken Germa i Sundbyberg samt slutligen tjänsteman på Försäkringskassan i 15 år.

### Bloggarkärriär och mediemedverkan
Vid 99 års ålder gick hon en datorkurs och 100 år gammal startade hon en blogg, på vilken hon kallade sig Bojan och för vilken hon uppmärksammades i olika svenska medier.
Hon medverkade bland annat i TV4:s Nyhetsmorgon, SVT:s Fråga doktorn, SVT:s Gomorron Sverige, SVT:s dokumentärserie Det är inte så dumt att bli gammal, Bingolotto, samt talkshowen Skavlan 4 mars 2016 och 11 januari 2019.
På frågan vad receptet för ett långt liv är har hon svarat "bra gener och nyfikenhet".
År 2016 fick Dagny Carlsson en mindre biroll i långfilmen Hundraettåringen som smet från notan och försvann där hon spelar en åldring som flyttat in i huvudpersonens gamla rum på äldreboendet. Carlsson gav samma år ut boken Livet enligt Dagny: I huvudet på en 104-åring tillsammans med journalisten Helén Bjurberg. Året därpå var hon en av sommarpratarna i Sommar i P1. Vintern samma år blev hon framröstad av lyssnarna till att vara en av vintervärdarna i Vinter i P1.
År 2021 avbröt Dagny Carlsson sitt bloggande under våren, på grund av en sjukhusvistelse och upplevd svaghet. Hon skrevs i juni ut från sjukhuset.

### Äktenskap
Dagny Carlsson var gift två gånger och hade inga barn. Under perioden 1942–1951 var hon gift med handlanden Ragnar Norling (1909–1958) som hon träffat i Örebro. Äktenskapet var mycket olyckligt enligt hennes utsago, men hennes make vägrade gå med på skilsmässa; detta ledde till att hon själv genomförde en separation. Från 1951 var Carlsson gift med snickarmästaren och fabrikören Harry Carlsson (1913–2004).

### Sista tiden
Carlsson bodde från 2021 på ett äldreboende. Samma år skänkte hon sin lägenhet i Solna till Cancerfonden.
Dagny Carlsson avled den 24 mars 2022, 109 år gammal. Hon är gravsatt i minneslunden på Solna kyrkogård.

## Utmärkelser
- Årets senior,  2015
- Guldambassadör i Kristianstad,  2019[3]

[Redigera Wikidata]